# Sankt Wendeler Land
Das Sankt Wendeler Land liegt im Naturpark Saar-Hunsrück und zeichnet sich durch seine abwechslungsreichen Natur- und Kulturlandschaften aus.
Bereits Kelten und Römer hinterließen ihre Spuren in Sankt Wendeler Land: den keltischen Ringwall in Otzenhausen und den römischen Vicus im Wareswald bei Tholey.
Der hl. Wendelinus, der im 6. Jahrhundert als irisch-schottischer Mönch in St. Wendel lebte, hat die Religion entscheidend geprägt.
Seine Gebeine ruhen in der Wendalinusbasilika, einer beeindruckenden spätgotischen Hallenkirche.

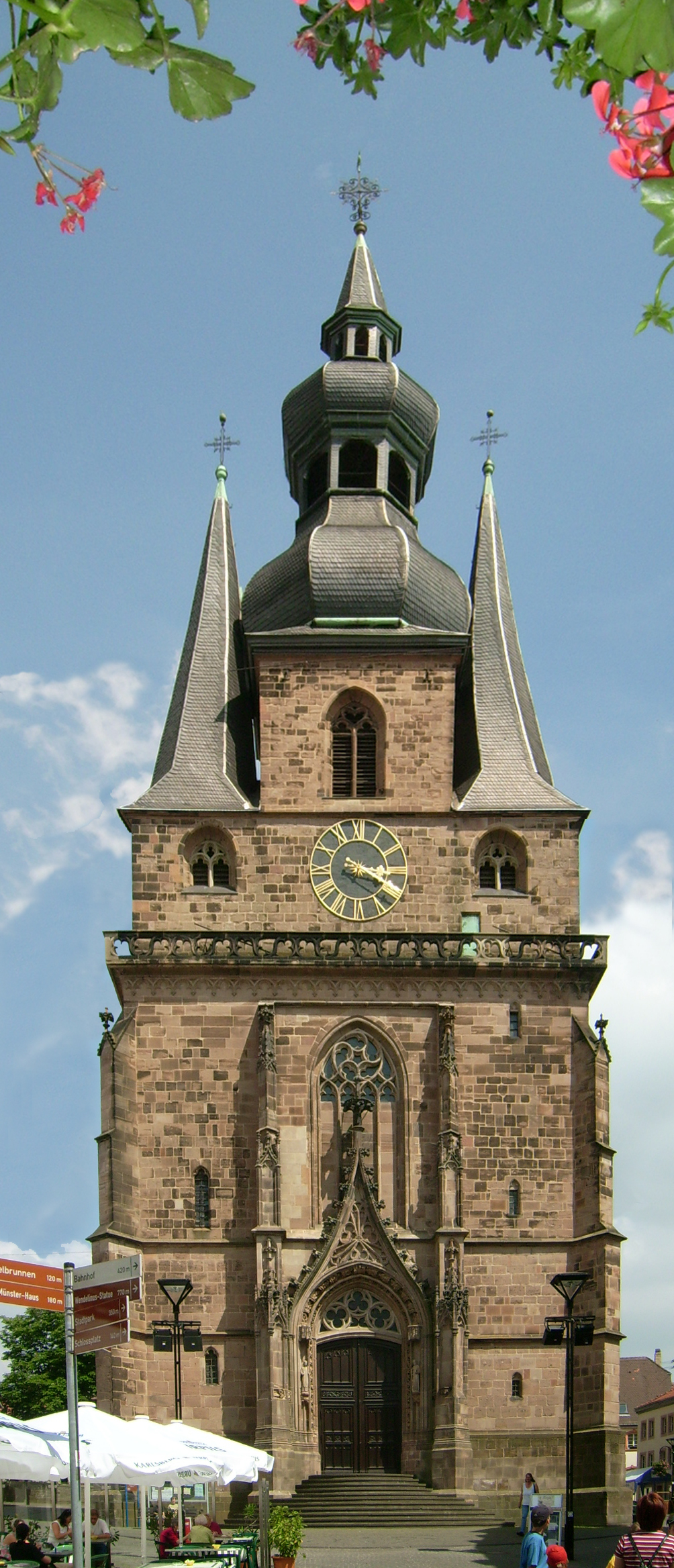
Wendalinusbasilika in St. Wendel

Aus frühgotischer Zeit stammt die Abteikirche in Tholey, die mit dem Benediktinerorden als das älteste Kloster Deutschlands gilt.
Pilger aus nah und fern kommen seit dem 19. Jahrhundert zur Marienverehrungsstätte in Marpingen. Die Johann-Adams-Mühle mit Mühlenmuseum sowie das Hofgut Imsbach in Theley legen Zeugnis bäuerlichen Lebens ab. Eine Open-Air-Galerie der besonderen Art ist die von St. Wendel zum Bostalsee führende Skulpturenstraße mit über 40 Bildhauerarbeiten.
Das Sankt Wendeler Land ist auch eine beliebte Urlaubsregion mit vielen Freizeitmöglichkeiten, allen voran der Bostalsee mit seinen facettenreichen Wassersportangeboten. Ein Ausflug zur Sommerrodelbahn am Peterberg, ins Spaß- und Erlebnisbad am Schaumberg, ins Edelsteindorado oder in den Naturwildpark in Freisen bedeutet Spaß pur für Groß und Klein. Wer es lieber sportlich mag, kann Golf spielen oder auf der Skateranlage im Wendelinuspark in St. Wendel einigen Runden drehen.
Beliebte Ausflugsziele sind auch der Segelflugplatz in Marpingen, die Sternwarte Peterberg, die Primstalsperre bei Nonnweiler oder der Erlebnisweg am Schaumberg. Viele gut ausgeschilderte Rad- und Wanderwege erschließen die Region und führen zu Aussichtspunkten, wie Schaumberg und Peterberg.

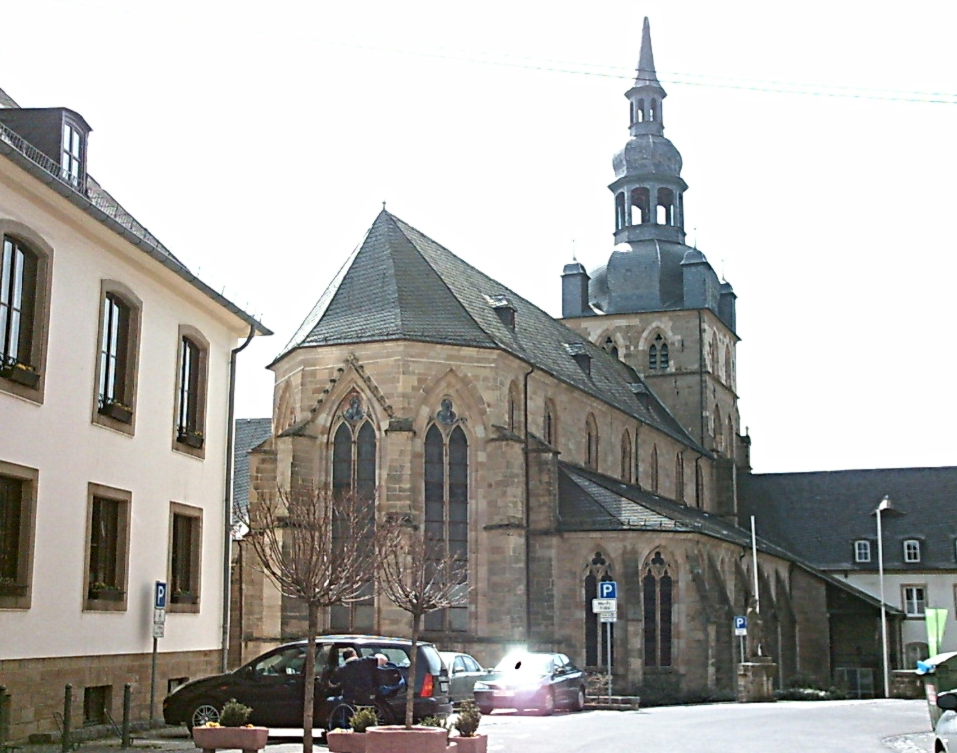
Kirche und Rathaus in Tholey

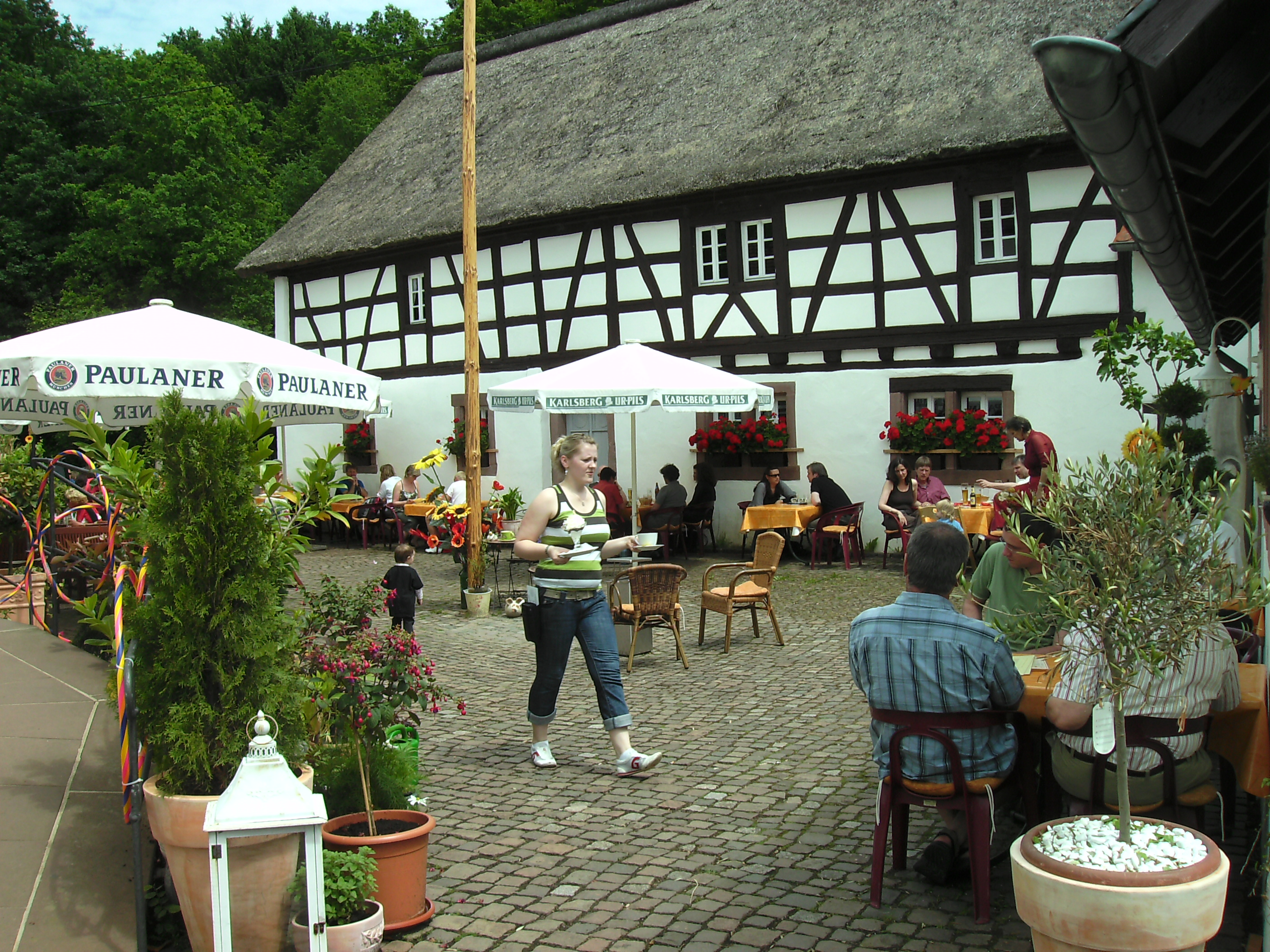
Historische Johann-Adams-Mühle mit Landgasthof

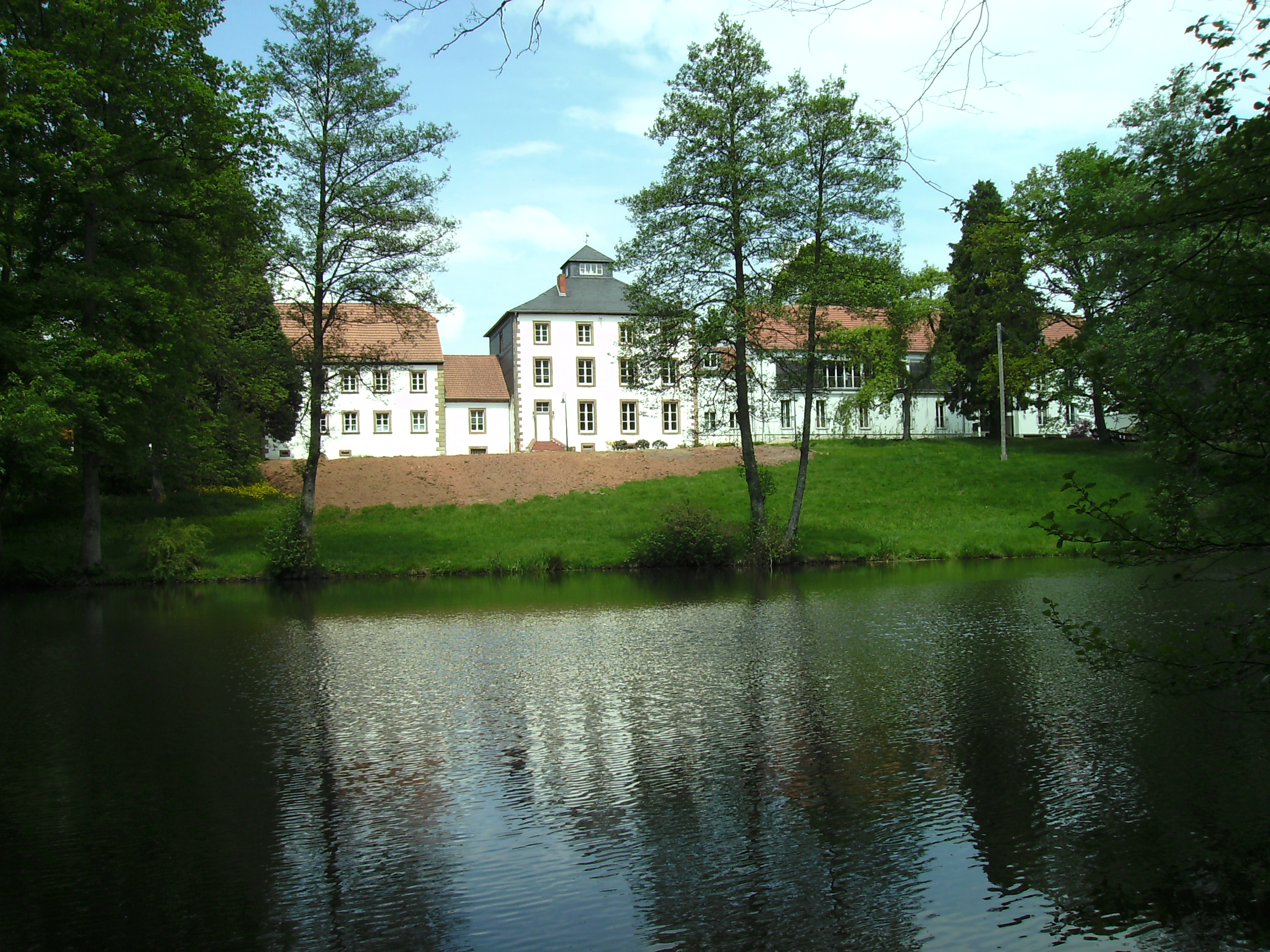
Hofgut Imsbach mit Gutsweiher

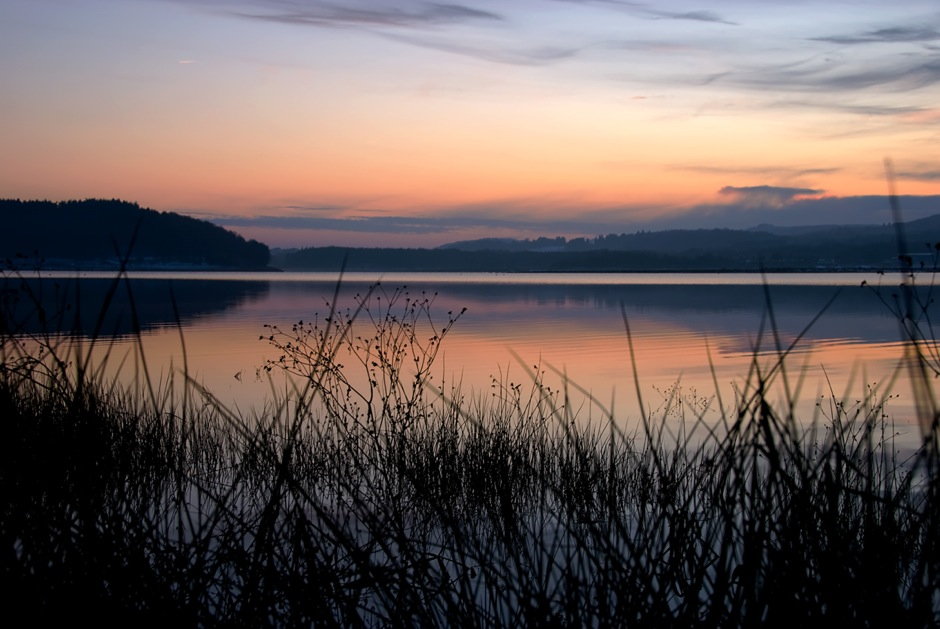
Dämmerung am Bostalsee